# Vincenzo Cujuli
Vincenzo Cujuli (Modena, 8 luglio 1895 – Arbe, settembre 1943) è stato un carabiniere italiano, comandante del Campo di concentramento di Arbe dal 16 febbraio all’8 settembre 1943.

## Biografia

### Carriera militare
Ha combattuto nel primo conflitto mondiale come sottotenente degli alpini; il 4 aprile 1917 è passato all’Arma dei Carabinieri. Promosso capitano nel 1920, venne destinato al Comando Generale dell’Arma fino al 1923, quando venne posto in congedo. Richiamato in servizio il 9 luglio 1942 col grado di tenente colonnello, fu destinato al Campo di Concentramento Internati Civili di Arbe. Ricoprì l’incarico di comandante del campo dal 16 Febbraio all’8 Settembre 1943.

### L’incarico di comandante del campo di Arbe
Durante il suo incarico come comandante del campo di concentramento di Arbe, diverse testimonianze lo indicano come particolarmente duro nei confronti degli internati.
Cujuli  “è rimasto nella memoria degli internati come un mostro dalle sembianze umane”. Era un uomo che “aveva una natura sadica ed era contemporaneamente un fascista fanatico” e che  “portava sempre una frusta che utilizzava molto volentieri”. Nell’intero periodo del suo funzionamento (luglio 1942 - settembre 1943) furono internati nel campo circa 10.000 civili sloveni e croati. Le dure condizioni di vita portarono alla morte per malattia e denutrizione 1465 internati.

### Ipotesi sulla morte
Esistono due versioni contrapposte sulla sua morte. Secondo la versione riportata dalle fonti jugoslave,  fu sottoposto a un processo svoltosi nello stesso campo di Arbe dinanzi ad una corte e condannato alla pena capitale. La condanna sarebbe dovuta essere eseguita dopo lo sbarco sulla terraferma. Una volta trasportato il 17 settembre a Cirquenizza, si sarebbe tolto la vita tagliandosi le vene. Il 19 settembre la salma sarebbe stata trasportata sull’isola di Arbe e tumulata fuori dal recinto del cimitero. Secondo la versione delle fonti italiane, Cujuli “sarebbe stato catturato dai partigiani, seviziato e fucilato tra i 10 e il 12 Settembre 1943”.